# Кабинет Яаттеэнмяки
Кабинет Яаттеэнмяки (фин. Jäätteenmäen hallitus, швед. Regeringen Jäätteenmäki) — кабинет министров Финляндии во главе с премьер-министр Финляндии Аннели Яаттеэнмяки (партия Финляндский центр); 68-й кабинет министров в истории страны. Кабинет министров был сформирован 17 апреля 2003 года и закончил свои полномочия 24 июня того же года, просуществовав всего 69 дней.

## Состав кабинета Яаттеэнмяки
| Министр                                                                      | Срок полномочий       | Партия | Партия |
| ---------------------------------------------------------------------------- | --------------------- | ------ | ------ |
| Премьер-министр Финляндии Яаттеэнмяки, Аннели                                | 17.4.2003 — 24.6.2003 |        | Центр  |
| Министр финансов Финляндии и заместитель премьер-министра Каллиомяки, Антти  | 17.4.2003 — 24.6.2003 |        | СДП    |
| Министр иностранных дел Финляндии Туомиоя, Эркки                             | 17.4.2003 — 24.6.2003 |        | СДП    |
| Министр юстиции Финляндии Коскинен, Йоханнес                                 | 17.4.2003 — 24.6.2003 |        | СДП    |
| Министр внутренних дел Финляндии Раямяки, Кари                               | 17.4.2003 — 24.6.2003 |        | СДП    |
| Министр обороны Финляндии Ванханен, Матти                                    | 17.4.2003 — 24.6.2003 |        | Центр  |
| Заместитель министра финансов Финляндии Видеруус, Улла-Май                   | 17.4.2003 — 24.6.2003 |        | Швед.  |
| Министр образования Финляндии Хаатайнен, Туула                               | 17.4.2003 — 24.6.2003 |        | СДП    |
| Министр сельского и лесного хозяйства Финляндии Коркеаойя, Юха               | 17.4.2003 — 24.6.2003 |        | Центр  |
| Министр транспорта и связи Финляндии Лухтанен, Леена                         | 17.4.2003 — 24.6.2003 |        | СДП    |
| Министр торговли и промышленности Финляндии Пеккаринен, Маури                | 17.4.2003 — 24.6.2003 |        | Центр  |
| Министр социального обеспечения и здравоохранения Финляндии Мёнкяре, Синикка | 17.4.2003 — 24.6.2003 |        | СДП    |
| Министр базовых услуг Финляндии Хюссяля, Лийса                               | 17.4.2003 — 24.6.2003 |        | Центр  |
| Министр труда Финляндии Филатова, Тарья Катарина                             | 17.4.2003 — 24.6.2003 |        | СДП    |
| Министр охраны окружающей среды Финляндии Энестам, Ян-Эрик                   | 17.4.2003 — 24.6.2003 |        | Швед.  |
| Министр культуры и спорта Финляндии Карпела, Танья                           | 17.4.2003 — 24.6.2003 |        | Центр  |
| Министр региональных и муниципальных дел Финляндии Маннинен, Ханнес          | 17.4.2003 — 24.6.2003 |        | Центр  |
| Министр внешней торговли и развития Финляндии Лехтомяки, Паула               | 17.4.2003 — 24.6.2003 |        | Центр  |